# Giovanni Intini
Giovanni Intini (ur. 28 grudnia 1965 w Gioia del Colle) – włoski duchowny katolicki, biskup Tricarico w latach 2017-2022, arcybiskup Brindisi-Ostuni od 2023.

## Życiorys
Święcenia kapłańskie otrzymał 29 czerwca 1990 i został inkardynowany do diecezji Conversano-Monopoli. Był m.in. ojcem duchownym i rektorem niższego seminarium, wychowawcą i ojcem duchownym regionalnego seminarium w Molfetcie, a także proboszczem parafii konkatedralnej w Monopoli.
7 grudnia 2016 papież Franciszek mianował go ordynariuszem diecezji Tricarico. Sakry udzielił mu 22 lutego 2017 biskup Giuseppe Favale.
9 grudnia 2022 ten sam papież przeniósł go na urząd arcybiskupa diecezjalnego archidiecezji Brindisi-Ostuni. Ingres odbył 10 lutego 2023.